# Rock Against Bush, Vol. 1
Rock Against Bush, Vol. 1 перша частина збірки Rock Against Bush випущена лейблом Fat Wreck Chords. Вона включає як видані так і невидані пісні різних панк-рок виконавців, а також містить DVD-бонус із політичними фактами, коментарями, які пов'язані з виборами президента США 2004 року, виступи stand-up коміків, а також декілька кліпів. Збірка була випущена 20 квітня 2004 року.

## Список пісень
1. «Nothing to Do When You're Locked Away in a Vacancy» — None More Black — 2:07 *
2. «Moron» — Sum 41 — 1:39 *
3. «Warbrain» — Alkaline Trio — 2:27 *
4. «Need More Time» — Epoxies — 2:29
5. «The School of Assassins» — Anti-Flag — 2:37 *
6. «Sink, Florida, Sink» (Electric) — Against Me! — 2:10 *
7. «Baghdad» — The Offspring — 3:18 *
8. «Lion and the Lamb» — The Get Up Kids — 3:22 *
9. «Give It All» — Rise Against — 2:49
10. «No W» — Ministry — 3:13 *
11. «Sad State of Affairs» — Descendents — 2:35 *
12. «Revolution» — Authority Zero — 2:23 *
13. «!Paranoia! Cha-Cha-Cha» — The Soviettes — 2:04 *
14. «That's Progress» — Jello Biafra with D.O.A. — 3:14
15. «Overcome (The Recapitulation)» — Rx Bandits — 3:43
16. «No Voice of Mine» — Strung Out — 2:30 *
17. «To the World» — Strike Anywhere — 3:21
18. «Heaven is Falling» (Bad Religion Cover) — The Ataris — 2:38 *
19. «God Save the USA» — Pennywise — 3:06
20. «Normal Days» — Denali — 3:25
21. «The Expatriate Act» — The World/Inferno Friendship Society — 3:02 *
22. «No News is Good News» — New Found Glory — 2:58 *
23. «Basket of Snakes» — The Frisk — 2:31 *
24. «Jaw, Knee, Music» — NOFX — 2:31 *
25. «It's the Law» — Social Distortion — 2:35
26. «The Brightest Bulb Has Burned Out» — Less Than Jake featuring Billy Bragg — 4:52*

* раніше не-видавані/рідкісні композиції